# Shakespeare Survey
Shakespeare Survey ist ein theaterwissenschaftliches Jahrbuch.

## Geschichte
Die Zeitschrift war eine Initiative des britischen Theaterwissenschaftlers Allardyce Nicoll. Er hatte enge Verbindungen zum Theater in Stratford und dem dort geplanten Zentrum für Shakespeare-Studien. Grundlegend war auch die Internationalität. Das neue Studienzentrum oder Institut mit seiner jährlichen Konferenz und einem neuen Jahrbuch sollte eine internationale Gemeinschaft von Shakespeare-Forschern und Theatermachern zusammenbringen, die während der Jahre des Zweiten Weltkriegs isoliert waren. Nicoll hatte großes Vertrauen in die Kraft von Shakespeares Schriften, nationalistische Gegensätze zu überwinden, und in die gemeinsame Anziehungskraft von Shakespeares Werken auf der ganzen Welt.
Nicoll begann im Winter 1945 und Frühjahr 1946, Unterstützung für sein Projekt zu sammeln.
Als Herausgeber waren Allardyce Nicoll (1946–1965), Kenneth Muir (1965–1980) und Stanley Wells (seit 1981) tätig.

## Forschungsprofil
Harry Levin lokalisierte die Zeitschrift im "Mittelfeld zwischen Bühne und Bibliothek." Im Einklang mit Nicolls Arbeit als Theaterhistoriker widmete sich die Zeitschrift der Erforschung von Shakespeares Stücken nicht als Gedichte, sondern als Zeugnisse der Aufführungskultur. Beiträge der Zeitschrift stellten Texte in Beziehung zu historischen, sozialen und wirtschaftlichen Bedingungen. Typisch für den Ansatz war das Werk des I.A. Shapiro, der öfters in der Zeitschrift publizierte und dessen Buch Shakespeare's Life, Times and Stage, weite Verbreitung fand. Das zweite Jahrbuch (1949) bekräftigte mit einem Aufsatz des sowjetischen Shakespeare Forschers Mikhail M. Morozov den internationalen Akzent, der einen breiten Horizont über politische Grenzen hinaus anstrebte.
Jeder Band hatte seit der Gründung ein spezielles Thema; oft waren Konferenz-Beiträge der vorangegangenen Stratford-Konferenz enthalten. Ebenso enthalten die Hefte ausführliche Kritiken zu einer Auswahl von Produktionen im Vereinigten Königreich und einen Rückblick auf die Shakespeare-Forschung des vergangenen Jahres. Das weite Forschungsfeld ist in drei Abschnitte unterteilt: kritische Studien, Biographika und Textanalyse. Oft kommen Berichte über bedeutende Archive, neues dokumentarisches Material oder eine Neubewertung von Bekanntem hinzu. Das Periodikum liefert Nachrichten über internationale Entwicklungen und schließlich auch originelle Forschung.
Mit nur drei Herausgebern in 50 Jahren (und engen Verbindungen unter ihnen) zeichnet sich die Zeitschrift durch Kontinuität aus. Das Periodikum gilt als das „einflussreichste Organ“ der Shakespeare-Forschung in England.